# Bispegården (Kalundborg)
 For alternative betydninger, se Bispegården. (Se også artikler, som begynder med Bispegården)
Bispegården ligger i Adelgade i Højbyen i Kalundborg. Den er opført i årene 1450-1480 af biskoppen i Roskilde. Han boede her, når han besøgte Kalundborg for at ordne sine forretninger og klare sine gejstlige forpligtelser.
Efter reformationen blev Bispegården i 1538 udstykket og solgt i fire dele. Den røde bygning til venstre (Adelgade 8) fungerede som Kalundborgs rådhus i perioden 1539 til 1854. Siden 1917 har Bispegården været ejet af Kalundborg Kommune, der har brugt bygningen til forskellige formål – bl.a. kommunekontor og beboelse. I 1971 kort efter kommunesammenlægningen blev det gamle rådhus sat i stand til byrådssal under ledelse af professor, arkitekt Tobias Faber og anvendet som sådan indtil Kommunalreformen i 2007. Siden 1981 har bygningen huset et permanent udstillingssted for skiftende kunstudstillinger.